# História eleitoral do Partido Comunista Português
Esta é uma tabela dos resultados eleitorais do Partido Comunista Português. Apesar de o Partido ter sido fundado em 1921, o partido passou pouco tempo como um partido legal, sendo forçado à clandestinidade depois de um golpe militar em 1926. Nas décadas seguintes, Portugal foi dominado pelo regime ditatorial liderado por António Oliveira Salazar, que manteve o Partido na ilegalidade. Embora o regime tenha permitido eleições durante alguns períodos, o partido, dado o seu estatuto ilegal, nunca pôde entrar legalmente no processo eleitoral e a forte manipulação dos resultados eleitorais nunca permitiu a vitória de um candidato democrático. O regime só terminaria em 1974, com a Revolução dos Cravos, que implementou amplas mudanças democráticas no país.
Desde então, são realizados quatro tipos de eleições com diferentes periodicidades. O Chefe de Estado, o Presidente da República, é eleito para um mandato de cinco anos, o Parlamento é eleito para um mandato de quatro anos, tal como as administrações municipais, que desde 1985, são também eleitas para um mandato de quatro anos. Os Açores e a Madeira elegem um parlamento regional de quatro em quatro anos. A par destas, são também realizadas eleições europeias com uma periodicidade de cinco anos desde que o país aderiu à União Europeia em 1986.
Desde a revolução, o Partido participou em todas as eleições, desde finais dos anos 70 até 1987, concorreu em coligação com o Movimento Democrático Português na Aliança Popular Unida (APU). Em 1987, a APU foi dissolvida e desde então, o Partido participou em coligação com o Partido Ecologista "Os Verdes" dentro da Coligação Democrática Unitária (CDU). O pico da influência eleitoral do partido foi desde a Revolução dos Cravos até ao início dos anos 80, desde então, e principalmente após a queda do bloco socialista na Europa de Leste, o sucesso eleitoral do partido foi reduzido, no entanto, o partido ainda mantém uma presença no Parlamento e ainda detém a presidência de 34 municípios e várias freguesias.

## Resultados

### Resultados em eleições parlamentares
| 1976 | Nenhum | 785.594   | 14,6% | 40 |
| 1979 | APU    | 1.121.374 | 19,0% | 47 |
| 1980 | APU    | 1.000.975 | 17,0% | 41 |
| 1983 | APU    | 1.024.475 | 18,2% | 44 |
| 1985 | APU    | 893.216   | 15,6% | 38 |
| 1987 | CDU    | 685.109   | 12,2% | 31 |
| 1991 | CDU    | 501.840   | 8,8%  | 17 |
| 1995 | CDU    | 504.007   | 8,6%  | 15 |
| 1999 | CDU    | 483.716   | 9,0%  | 17 |
| 2002 | CDU    | 378.640   | 7,0%  | 12 |
| 2005 | CDU    | 432.009   | 7,6%  | 14 |
| 2009 | CDU    | 446.174   | 7,9%  | 15 |
| 2011 | CDU    | 440.850   | 7,9%  | 16 |
| 2015 | CDU    | 444.907   | 8,3%  | 17 |
| 2019 | CDU    | 332.018   | 6,3%  | 12 |

Nota:

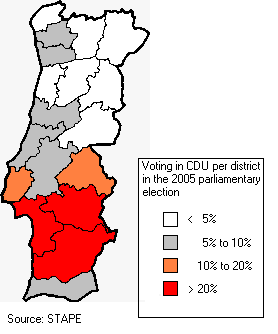
Os resultados da CDU nas eleições parlamentares de 2005. (Açores e Madeira não são mostrados)

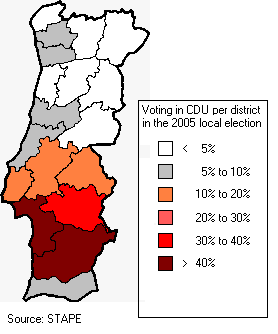
Os resultados da CDU nas eleições locais de 2005. (Açores e Madeira não são mostrados)

- Em 1991, o número total de deputados mudou dos 250 originais para 230.

### Resultados nas eleições locais
| Resultados nas eleições locais (a hiperligação do ano vai para a página da eleição) | Resultados nas eleições locais (a hiperligação do ano vai para a página da eleição) | Resultados nas eleições locais (a hiperligação do ano vai para a página da eleição) | Resultados nas eleições locais (a hiperligação do ano vai para a página da eleição) | Resultados nas eleições locais (a hiperligação do ano vai para a página da eleição) | Resultados nas eleições locais (a hiperligação do ano vai para a página da eleição) |
| Ano                                                                                 | Coligação                                                                           | Votos                                                                               | %                                                                                   | Mandatos                                                                            | Presidentes de Câmaras Municipais                                                   |
| ----------------------------------------------------------------------------------- | ----------------------------------------------------------------------------------- | ----------------------------------------------------------------------------------- | ----------------------------------------------------------------------------------- | ----------------------------------------------------------------------------------- | ----------------------------------------------------------------------------------- |
| 1976                                                                                | FEPU                                                                                | 720.499                                                                             | 17,7%                                                                               | 268                                                                                 | 37                                                                                  |
| 1979                                                                                | APU                                                                                 | 885.899                                                                             | 19,9%                                                                               | 316                                                                                 | 50                                                                                  |
| 1982                                                                                | APU                                                                                 | 1.038.033                                                                           | 20,9%                                                                               | 316                                                                                 | 55                                                                                  |
| 1985                                                                                | APU                                                                                 | 935.897                                                                             | 19,6%                                                                               | 303                                                                                 | 47                                                                                  |
| 1989                                                                                | CDU                                                                                 | 656.719                                                                             | 13,3%                                                                               | 258                                                                                 | 50                                                                                  |
| 1993                                                                                | CDU                                                                                 | 689.923                                                                             | 12,8%                                                                               | 246                                                                                 | 49                                                                                  |
| 1997                                                                                | CDU                                                                                 | 643.956                                                                             | 12,0%                                                                               | 236                                                                                 | 41                                                                                  |
| 2001                                                                                | CDU                                                                                 | 557.481                                                                             | 10,6%                                                                               | 199                                                                                 | 28                                                                                  |
| 2005                                                                                | CDU                                                                                 | 589.384                                                                             | 10,9%                                                                               | 203                                                                                 | 32                                                                                  |
| 2009                                                                                | CDU                                                                                 | 537.329                                                                             | 9,7%                                                                                | 174                                                                                 | 28                                                                                  |
| 2013                                                                                | CDU                                                                                 | 552.690                                                                             | 11,1%                                                                               | 213                                                                                 | 34                                                                                  |
| 2017                                                                                | CDU                                                                                 | 489.189                                                                             | 9,5%                                                                                | 171                                                                                 | 24                                                                                  |

### Resultados nas eleições para o Parlamento Europeu
Estes são os resultados da Coligação Democrática Unitária, composta pelo PCP, o PEV e o ID .
| Ano eleitoral | # de votos gerais | % do total do voto | # lugares ganhos | +/- | Notas |
| ------------- | ----------------- | ------------------ | ---------------- | --- | ----- |
| 1987          | 646.640           | 11,50 (# 4)        | 3 / 24           |     |       |
| 1989          | 594.961           | 14,41 (# 3)        | 4 / 24           | 1   |       |
| 1994          | 339.283           | 11,19 (# 4)        | 3 / 25           | 1   |       |
| 1999          | 357.575           | 10,32 (# 3)        | 2 / 25           | 1   |       |
| 2004          | 309.406           | 9,09 (# 3)         | 2 / 24           | 0   |       |
| 2009          | 379.787           | 10,64 (# 4)        | 2 / 22           | 0   |       |
| 2014          | 416.446           | 12,68 (# 3)        | 3 / 21           | 1   |       |
| 2019          | 228.157           | 6,88 (# 4)         | 2 / 21           | 1   |       |

( fonte : Comissão Eleitoral Portuguesa )
Nota:
- Em 2004, após o alargamento da União Europeia, o número de deputados eleitos por Portugal diminuiu dos 25 originais para 24, para 22 em 2009 e voltou a diminuir para 21 em 2014 .

Informações sobre coligações :
- A FEPU era composta pelo PCP, o MDP / CDE e a FSP ;
- A APU era composta pelo PCP e pelo MDP / CDE, posteriormente incluiu o PEV ;
- A CDU é composta pelo PCP e pelo PEV .

Outras notas:
- A eleição de 1975 não foi uma eleição legislativa regular, mas sim a eleição de uma Assembleia Constituinte .
- Os resultados das eleições autárquicas reportam a votação apenas para as Câmaras Municipais e não incluem coligações pontuais em alguns municípios, por exemplo em Lisboa, entre 1989 e 2001. A votação nas Assembleias Municipais e nas Assembleias de Freguesia costuma ser superior (11,7% e 12,0%, respectivamente, em 2005).
- O número de mandatos denota o número de vereadores nas eleições locais, deputados nas eleições parlamentares e deputados nas eleições para o Parlamento Europeu.

### Resultados nas eleições presidenciais
| 1976 | Octávio Rodrigues Pato     | 365.344    | 7,6%  | Não |
| 1980 | Carlos Alfredo de Brito    | retirou-se | -     | Não |
| 1986 | Francisco Salgado Zenha    | 1.185.867  | 20,6% | Não |
| 1991 | Carlos Alberto Carvalhas   | 635.867    | 12,9% | Não |
| 1996 | Jerónimo Carvalho de Sousa | retirou-se | -     | Não |
| 2001 | António Simões de Abreu    | 221.886    | 5,1%  | Não |
| 2006 | Jerónimo Carvalho de Sousa | 466.428    | 8,6%  | Não |
| 2011 | Francisco lopes            | 300.921    | 7,1%  | Não |
| 2016 | Edgar silva                | 183.051    | 3,9%  | Não |

Notas:
- Em 1980, Carlos Brito desistiu a favor de Ramalho Eanes .
- Em 1986, o primeiro candidato do Partido foi Ângelo Veloso, que mais tarde desistiu a favor de Salgado Zenha .
- Em 1986, no segundo turno, o Partido apoiou Mário Soares .
- Em 1996, Jerónimo de Sousa desistiu a favor de Jorge Sampaio .

### Resultados por círculo eleitoral

#### Açores
| Data | CI. | Votos | %           | +/-     | Deputados | +/-     |
| ---- | --- | ----- | ----------- | ------- | --------- | ------- |
| 1975 | 5.º | 2 745 | 1,9 / 100,0 |         | 0 / 6     |         |
| 1976 | 4.º | 1 871 | 1,5 / 100,0 | 0,4     | 0 / 6     | Estável |
| 1979 | 4.º | 3 977 | 3,1 / 100,0 | 1,6     | 0 / 5     | Estável |
| 1980 | 4.º | 3 671 | 3,1 / 100,0 | Estável | 0 / 5     | Estável |
| 1983 | 4.º | 3 303 | 3,1 / 100,0 | Estável | 0 / 5     | Estável |
| 1985 | 5.º | 4 532 | 4,4 / 100,0 | 1,3     | 0 / 5     | Estável |
| 1987 | 5.º | 2 188 | 2,3 / 100,0 | 2,1     | 0 / 5     | Estável |
| 1991 | 5.º | 1 406 | 1,3 / 100,0 | 1,0     | 0 / 5     | Estável |
| 1995 | 4.º | 1 855 | 1,8 / 100,0 | 0,5     | 0 / 5     | Estável |
| 1999 | 4.º | 1 620 | 1,7 / 100,0 | 0,1     | 0 / 5     | Estável |
| 2002 | 5.º | 1 257 | 1,4 / 100,0 | 0,3     | 0 / 5     | Estável |
| 2005 | 5.º | 1 575 | 1,7 / 100,0 | 0,3     | 0 / 5     | Estável |
| 2009 | 5.º | 2 072 | 2,2 / 100,0 | 0,5     | 0 / 5     | Estável |
| 2011 | 5.º | 2 287 | 2,5 / 100,0 | 0,3     | 0 / 5     | Estável |
| 2015 | 5.º | 2 320 | 2,5 / 100,0 | Estável | 0 / 5     | Estável |
| 2019 | 6.º | 2 045 | 2,5 / 100,0 | Estável | 0 / 5     | Estável |

#### Aveiro
| Data | CI. | Votos  | %           | +/- | Deputados | +/-     |
| ---- | --- | ------ | ----------- | --- | --------- | ------- |
| 1975 | 5.º | 10 479 | 3,2 / 100,0 |     | 0 / 14    |         |
| 1976 | 4.º | 11 962 | 3,7 / 100,0 | 0,5 | 0 / 15    | Estável |
| 1979 | 3.º | 28 251 | 7,9 / 100,0 | 4,2 | 1 / 15    | 1       |
| 1980 | 3.º | 24 553 | 6,8 / 100,0 | 1,1 | 1 / 15    | Estável |
| 1983 | 4.º | 23 963 | 7,0 / 100,0 | 0,2 | 1 / 15    | Estável |
| 1985 | 5.º | 22 735 | 6,5 / 100,0 | 0,5 | 1 / 15    | Estável |
| 1987 | 4.º | 15 784 | 4,4 / 100,0 | 2,1 | 0 / 15    | 1       |
| 1991 | 4.º | 10 427 | 2,8 / 100,0 | 1,6 | 0 / 14    | Estável |
| 1995 | 4.º | 10 522 | 2,7 / 100,0 | 0,1 | 0 / 14    | Estável |
| 1999 | 4.º | 12 787 | 3,5 / 100,0 | 0,8 | 0 / 15    | Estável |
| 2002 | 4.º | 9 554  | 2,6 / 100,0 | 0,9 | 0 / 15    | Estável |
| 2005 | 5.º | 13 809 | 3,5 / 100,0 | 0,9 | 0 / 15    | Estável |
| 2009 | 5.º | 14 975 | 3,8 / 100,0 | 0,3 | 0 / 16    | Estável |
| 2011 | 5.º | 15 704 | 4,1 / 100,0 | 0,3 | 0 / 16    | Estável |
| 2015 | 5.º | 16 038 | 4,4 / 100,0 | 0,3 | 0 / 16    | Estável |
| 2019 | 5.º | 10 738 | 3,1 / 100,0 | 1,3 | 0 / 16    | Estável |

#### Beja
| Data | CI. | Votos  | %            | +/- | Deputados | +/-     |
| ---- | --- | ------ | ------------ | --- | --------- | ------- |
| 1975 | 1.º | 50 341 | 39,0 / 100,0 |     | 3 / 6     |         |
| 1976 | 1.º | 52 839 | 44,0 / 100,0 | 5,0 | 4 / 6     | 1       |
| 1979 | 1.º | 63 498 | 50,7 / 100,0 | 6,7 | 3 / 5     | 1       |
| 1980 | 1.º | 57 987 | 47,1 / 100,0 | 3,6 | 3 / 5     | Estável |
| 1983 | 1.º | 56 986 | 49,4 / 100,0 | 2,3 | 3 / 5     | Estável |
| 1985 | 1.º | 50 814 | 44,9 / 100,0 | 4,5 | 3 / 5     | Estável |
| 1987 | 1.º | 39 592 | 38,7 / 100,0 | 6,2 | 3 / 5     | Estável |
| 1991 | 1.º | 29 429 | 30,4 / 100,0 | 8,3 | 2 / 4     | 1       |
| 1995 | 2.º | 28 178 | 29,2 / 100,0 | 1,2 | 1 / 4     | 1       |
| 1999 | 2.º | 24 080 | 28,3 / 100,0 | 0,9 | 1 / 3     | Estável |
| 2002 | 2.º | 19 911 | 24,2 / 100,0 | 4,1 | 1 / 3     | Estável |
| 2005 | 2.º | 21 036 | 24,1 / 100,0 | 0,1 | 1 / 3     | Estável |
| 2009 | 2.º | 23 771 | 28,9 / 100,0 | 4,8 | 1 / 3     | Estável |
| 2011 | 2.º | 19 011 | 25,4 / 100,0 | 3,5 | 1 / 3     | Estável |
| 2015 | 2.º | 18 592 | 25,0 / 100,0 | 0,4 | 1 / 3     | Estável |
| 2019 | 2.º | 14 655 | 22,8 / 100,0 | 2,2 | 1 / 3     | Estável |

#### Braga
| Data | CI. | Votos  | %            | +/- | Deputados | +/-     |
| ---- | --- | ------ | ------------ | --- | --------- | ------- |
| 1975 | 4.º | 12 508 | 3,7 / 100,0  |     | 0 / 15    |         |
| 1976 | 4.º | 14 202 | 4,2 / 100,0  | 0,5 | 0 / 15    | Estável |
| 1979 | 3.º | 38 051 | 10,0 / 100,0 | 5,8 | 1 / 15    | 1       |
| 1980 | 3.º | 32 449 | 8,4 / 100,0  | 1,6 | 1 / 15    | Estável |
| 1983 | 4.º | 33 336 | 8,8 / 100,0  | 0,4 | 1 / 16    | Estável |
| 1985 | 5.º | 33 769 | 8,5 / 100,0  | 0,3 | 1 / 16    | Estável |
| 1987 | 3.º | 24 648 | 6,1 / 100,0  | 2,4 | 1 / 17    | Estável |
| 1991 | 4.º | 19 327 | 4,6 / 100,0  | 1,5 | 0 / 16    | 1       |
| 1995 | 4.º | 20 584 | 4,5 / 100,0  | 0,1 | 0 / 16    | Estável |
| 1999 | 4.º | 23 828 | 5,4 / 100,0  | 0,9 | 1 / 17    | 1       |
| 2002 | 4.º | 19 808 | 4,4 / 100,0  | 1,0 | 0 / 18    | 1       |
| 2005 | 4.º | 22 988 | 4,8 / 100,0  | 0,4 | 1 / 18    | 1       |
| 2009 | 5.º | 23 037 | 4,6 / 100,0  | 0,2 | 1 / 19    | Estável |
| 2011 | 4.º | 23 759 | 4,9 / 100,0  | 0,3 | 1 / 19    | Estável |
| 2015 | 4.º | 24 632 | 5,2 / 100,0  | 0,3 | 1 / 19    | Estável |
| 2019 | 5.º | 18 443 | 4,0 / 100,0  | 1,2 | 0 / 19    | 1       |

#### Bragança
| Data | CI. | Votos | %           | +/-     | Deputados | +/-     |
| ---- | --- | ----- | ----------- | ------- | --------- | ------- |
| 1975 | 5.º | 2 731 | 2,7 / 100,0 |         | 0 / 4     |         |
| 1976 | 4.º | 2 530 | 2,7 / 100,0 | Estável | 0 / 5     | Estável |
| 1979 | 3.º | 6 062 | 5,8 / 100,0 | 3,1     | 0 / 4     | Estável |
| 1980 | 3.º | 4 941 | 4,8 / 100,0 | 1,0     | 0 / 4     | Estável |
| 1983 | 4.º | 4 415 | 4,8 / 100,0 | Estável | 0 / 4     | Estável |
| 1985 | 5.º | 4 883 | 5,3 / 100,0 | 0,5     | 0 / 4     | Estável |
| 1987 | 4.º | 3 015 | 3,2 / 100,0 | 2,1     | 0 / 4     | Estável |
| 1991 | 4.º | 1 888 | 2,1 / 100,0 | 1,1     | 0 / 4     | Estável |
| 1995 | 4.º | 1 746 | 1,9 / 100,0 | 0,2     | 0 / 4     | Estável |
| 1999 | 4.º | 2 160 | 2,6 / 100,0 | 0,7     | 0 / 4     | Estável |
| 2002 | 4.º | 1 564 | 1,9 / 100,0 | 0,7     | 0 / 4     | Estável |
| 2005 | 5.º | 1 679 | 2,0 / 100,0 | 0,1     | 0 / 4     | Estável |
| 2009 | 5.º | 2 023 | 2,4 / 100,0 | 0,4     | 0 / 3     | Estável |
| 2011 | 4.º | 1 962 | 2,6 / 100,0 | 0,2     | 0 / 3     | Estável |
| 2015 | 4.º | 2 136 | 3,1 / 100,0 | 0,5     | 0 / 3     | Estável |
| 2019 | 5.º | 1 347 | 2,1 / 100,0 | 1,0     | 0 / 3     | Estável |

#### Castelo Branco
| Data | CI. | Votos  | %            | +/- | Deputados | +/-     |
| ---- | --- | ------ | ------------ | --- | --------- | ------- |
| 1975 | 4.º | 8 628  | 5,6 / 100,0  |     | 0 / 7     |         |
| 1976 | 4.º | 9 369  | 6,6 / 100,0  | 1,0 | 0 / 7     | Estável |
| 1979 | 3.º | 19 071 | 12,4 / 100,0 | 5,8 | 0 / 6     | Estável |
| 1980 | 3.º | 15 946 | 10,5 / 100,0 | 1,9 | 0 / 6     | Estável |
| 1983 | 4.º | 15 616 | 11,3 / 100,0 | 0,8 | 0 / 6     | Estável |
| 1985 | 5.º | 12 575 | 8,9 / 100,0  | 2,4 | 0 / 6     | Estável |
| 1987 | 3.º | 9 752  | 7,1 / 100,0  | 1,8 | 0 / 6     | Estável |
| 1991 | 3.º | 6 150  | 4,6 / 100,0  | 2,5 | 0 / 5     | Estável |
| 1995 | 4.º | 4 771  | 3,5 / 100,0  | 1,1 | 0 / 5     | Estável |
| 1999 | 4.º | 6 444  | 5,3 / 100,0  | 1,8 | 0 / 5     | Estável |
| 2002 | 4.º | 3 915  | 3,3 / 100,0  | 2,0 | 0 / 5     | Estável |
| 2005 | 4.º | 4 678  | 3,8 / 100,0  | 0,5 | 0 / 5     | Estável |
| 2009 | 5.º | 5 932  | 5,1 / 100,0  | 1,3 | 0 / 4     | Estável |
| 2011 | 4.º | 5 386  | 4,9 / 100,0  | 0,2 | 0 / 4     | Estável |
| 2015 | 4.º | 6 286  | 6,0 / 100,0  | 1,1 | 0 / 4     | Estável |
| 2019 | 4.º | 4 451  | 4,8 / 100,0  | 1,2 | 0 / 4     | Estável |

#### Coimbra
| Data | CI. | Votos  | %            | +/- | Deputados | +/-     |
| ---- | --- | ------ | ------------ | --- | --------- | ------- |
| 1975 | 3.º | 15 150 | 5,7 / 100,0  |     | 1 / 12    |         |
| 1976 | 4.º | 17 405 | 7,3 / 100,0  | 1,6 | 1 / 12    | Estável |
| 1979 | 3.º | 29 944 | 11,2 / 100,0 | 3,9 | 1 / 12    | Estável |
| 1980 | 3.º | 26 231 | 9,9 / 100,0  | 1,3 | 1 / 12    | Estável |
| 1983 | 3.º | 26 471 | 10,7 / 100,0 | 0,8 | 1 / 11    | Estável |
| 1985 | 4.º | 24 989 | 10,1 / 100,0 | 0,6 | 1 / 11    | Estável |
| 1987 | 3.º | 17 394 | 7,2 / 100,0  | 2,9 | 1 / 11    | Estável |
| 1991 | 3.º | 12 419 | 5,0 / 100,0  | 2,2 | 0 / 10    | 1       |
| 1995 | 4.º | 12 947 | 5,1 / 100,0  | 0,1 | 0 / 10    | Estável |
| 1999 | 3.º | 14 200 | 6,1 / 100,0  | 1,0 | 0 / 10    | Estável |
| 2002 | 4.º | 11 840 | 5,1 / 100,0  | 1,0 | 0 / 10    | Estável |
| 2005 | 4.º | 13 463 | 5,5 / 100,0  | 0,4 | 0 / 10    | Estável |
| 2009 | 5.º | 13 640 | 5,8 / 100,0  | 0,3 | 0 / 10    | Estável |
| 2011 | 4.º | 14 112 | 6,2 / 100,0  | 0,4 | 0 / 9     | Estável |
| 2015 | 4.º | 15 476 | 7,0 / 100,0  | 0,8 | 0 / 9     | Estável |
| 2019 | 4.º | 11 402 | 5,6 / 100,0  | 1,4 | 0 / 9     | Estável |

#### Évora
| Data | CI. | Votos  | %            | +/- | Deputados | +/-     |
| ---- | --- | ------ | ------------ | --- | --------- | ------- |
| 1975 | 2.º | 47 123 | 37,1 / 100,0 |     | 2 / 5     |         |
| 1976 | 1.º | 52 291 | 43,2 / 100,0 | 6,1 | 4 / 6     | 2       |
| 1979 | 1.º | 61 480 | 48,9 / 100,0 | 5,7 | 3 / 5     | 1       |
| 1980 | 1.º | 57 521 | 45,7 / 100,0 | 3,2 | 3 / 5     | Estável |
| 1983 | 1.º | 56 722 | 47,6 / 100,0 | 1,9 | 3 / 5     | Estável |
| 1985 | 1.º | 48 680 | 41,2 / 100,0 | 6,4 | 2 / 5     | 1       |
| 1987 | 1.º | 39 758 | 36,2 / 100,0 | 5,0 | 2 / 4     | Estável |
| 1991 | 2.º | 28 315 | 27,1 / 100,0 | 9,1 | 1 / 4     | 1       |
| 1995 | 2.º | 28 106 | 26,9 / 100,0 | 0,2 | 1 / 4     | Estável |
| 1999 | 2.º | 22 839 | 24,6 / 100,0 | 2,3 | 1 / 4     | Estável |
| 2002 | 3.º | 19 824 | 21,8 / 100,0 | 2,8 | 1 / 3     | Estável |
| 2005 | 2.º | 20 246 | 20,9 / 100,0 | 0,9 | 1 / 3     | Estável |
| 2009 | 2.º | 20 413 | 22,3 / 100,0 | 1,4 | 1 / 3     | Estável |
| 2011 | 3.º | 18 990 | 22,1 / 100,0 | 0,2 | 1 / 3     | Estável |
| 2015 | 3.º | 18 576 | 21,9 / 100,0 | 0,2 | 1 / 3     | Estável |
| 2019 | 2.º | 13 980 | 18,9 / 100,0 | 3,0 | 1 / 3     | Estável |

#### Faro
| Data | CI. | Votos  | %            | +/- | Deputados | +/-     |
| ---- | --- | ------ | ------------ | --- | --------- | ------- |
| 1975 | 3.º | 25 282 | 12,3 / 100,0 |     | 1 / 9     |         |
| 1976 | 3.º | 27 667 | 14,5 / 100,0 | 2,2 | 1 / 9     | Estável |
| 1979 | 3.º | 41 724 | 20,3 / 100,0 | 5,8 | 2 / 9     | 1       |
| 1980 | 3.º | 34 486 | 16,7 / 100,0 | 3,6 | 1 / 9     | 1       |
| 1983 | 3.º | 36 141 | 18,6 / 100,0 | 1,9 | 2 / 9     | 1       |
| 1985 | 4.º | 30 446 | 15,4 / 100,0 | 3,2 | 2 / 9     | Estável |
| 1987 | 3.º | 20 683 | 10,9 / 100,0 | 4,5 | 1 / 9     | 1       |
| 1991 | 3.º | 13 979 | 7,2 / 100,0  | 3,7 | 0 / 8     | 1       |
| 1995 | 4.º | 15 487 | 7,8 / 100,0  | 0,6 | 0 / 8     | Estável |
| 1999 | 3.º | 14 890 | 8,3 / 100,0  | 0,5 | 0 / 8     | Estável |
| 2002 | 4.º | 11 696 | 6,3 / 100,0  | 2,0 | 0 / 8     | Estável |
| 2005 | 4.º | 13 835 | 6,9 / 100,0  | 0,6 | 0 / 8     | Estável |
| 2009 | 5.º | 15 638 | 7,8 / 100,0  | 0,9 | 0 / 8     | Estável |
| 2011 | 4.º | 17 233 | 8,6 / 100,0  | 0,8 | 1 / 9     | 1       |
| 2015 | 4.º | 16 539 | 8,7 / 100,0  | 0,1 | 1 / 9     | Estável |
| 2019 | 4.º | 12 182 | 7,1 / 100,0  | 1,6 | 0 / 9     | 1       |

#### Guarda
| Data | CI. | Votos | %           | +/-     | Deputados | +/-     |
| ---- | --- | ----- | ----------- | ------- | --------- | ------- |
| 1975 | 5.º | 3 717 | 2,9 / 100,0 |         | 0 / 6     |         |
| 1976 | 4.º | 3 583 | 2,9 / 100,0 | Estável | 0 / 6     | Estável |
| 1979 | 3.º | 7 202 | 5,4 / 100,0 | 2,5     | 0 / 5     | Estável |
| 1980 | 3.º | 6 517 | 5,0 / 100,0 | 0,4     | 0 / 5     | Estável |
| 1983 | 4.º | 5 806 | 4,9 / 100,0 | 0,1     | 0 / 5     | Estável |
| 1985 | 5.º | 6 234 | 5,2 / 100,0 | 0,3     | 0 / 5     | Estável |
| 1987 | 4.º | 3 934 | 3,3 / 100,0 | 1,9     | 0 / 5     | Estável |
| 1991 | 4.º | 2 545 | 2,3 / 100,0 | 1,0     | 0 / 4     | Estável |
| 1995 | 4.º | 2 602 | 2,3 / 100,0 | Estável | 0 / 4     | Estável |
| 1999 | 4.º | 3 228 | 3,2 / 100,0 | 0,9     | 0 / 4     | Estável |
| 2002 | 4.º | 2 234 | 2,2 / 100,0 | 1,0     | 0 / 4     | Estável |
| 2005 | 5.º | 2 969 | 2,9 / 100,0 | 0,7     | 0 / 4     | Estável |
| 2009 | 5.º | 3 358 | 3,3 / 100,0 | 0,4     | 0 / 4     | Estável |
| 2011 | 4.º | 3 232 | 3,5 / 100,0 | 0,2     | 0 / 4     | Estável |
| 2015 | 4.º | 3 379 | 4,0 / 100,0 | 0,5     | 0 / 4     | Estável |
| 2019 | 5.º | 2 295 | 3,0 / 100,0 | 1,0     | 0 / 3     | Estável |

#### Leiria
| Data | CI. | Votos  | %            | +/-     | Deputados | +/-     |
| ---- | --- | ------ | ------------ | ------- | --------- | ------- |
| 1975 | 4.º | 15 525 | 6,4 / 100,0  |         | 0 / 11    |         |
| 1976 | 4.º | 16 226 | 7,3 / 100,0  | 0,9     | 1 / 11    | 1       |
| 1979 | 3.º | 27 561 | 10,9 / 100,0 | 3,2     | 1 / 11    | Estável |
| 1980 | 3.º | 24 460 | 9,7 / 100,0  | 1,2     | 1 / 11    | Estável |
| 1983 | 4.º | 22 572 | 9,5 / 100,0  | 0,2     | 1 / 11    | Estável |
| 1985 | 5.º | 19 038 | 7,9 / 100,0  | 1,6     | 1 / 11    | Estável |
| 1987 | 4.º | 14 312 | 5,9 / 100,0  | 2,0     | 0 / 11    | 1       |
| 1991 | 4.º | 10 742 | 4,5 / 100,0  | 1,4     | 0 / 10    | Estável |
| 1995 | 4.º | 11 087 | 4,5 / 100,0  | Estável | 0 / 10    | Estável |
| 1999 | 4.º | 12 357 | 5,3 / 100,0  | 0,8     | 0 / 10    | Estável |
| 2002 | 4.º | 9 801  | 4,1 / 100,0  | 1,2     | 0 / 10    | Estável |
| 2005 | 5.º | 11 423 | 4,6 / 100,0  | 0,5     | 0 / 10    | Estável |
| 2009 | 5.º | 12 645 | 5,1 / 100,0  | 0,5     | 0 / 10    | Estável |
| 2011 | 5.º | 12 349 | 5,0 / 100,0  | 0,5     | 0 / 10    | Estável |
| 2015 | 4.º | 12 181 | 5,1 / 100,0  | 0,1     | 0 / 10    | Estável |
| 2019 | 5.º | 9 537  | 4,3 / 100,0  | 0,8     | 0 / 10    | Estável |

#### Lisboa
| Data | CI. | Votos   | %            | +/- | Deputados | +/-     |
| ---- | --- | ------- | ------------ | --- | --------- | ------- |
| 1975 | 2.º | 240 095 | 18,9 / 100,0 |     | 11 / 55   |         |
| 1976 | 2.º | 260 554 | 21,8 / 100,0 | 2,9 | 14 / 58   | 3       |
| 1979 | 2.º | 341 658 | 26,0 / 100,0 | 4,2 | 16 / 56   | 2       |
| 1980 | 3.º | 304 693 | 23,1 / 100,0 | 2,9 | 13 / 56   | 3       |
| 1983 | 2.º | 320 066 | 25,3 / 100,0 | 2,2 | 15 / 56   | 2       |
| 1985 | 3.º | 258 808 | 20,1 / 100,0 | 5,2 | 12 / 56   | 3       |
| 1987 | 3.º | 203 263 | 16,5 / 100,0 | 3,6 | 10 / 56   | 2       |
| 1991 | 3.º | 149 315 | 12,2 / 100,0 | 4,3 | 6 / 50    | 4       |
| 1995 | 3.º | 151 351 | 12,0 / 100,0 | 0,2 | 6 / 50    | Estável |
| 1999 | 3.º | 140 092 | 12,3 / 100,0 | 0,3 | 6 / 49    | Estável |
| 2002 | 3.º | 100 208 | 8,8 / 100,0  | 3,5 | 4 / 48    | 2       |
| 2005 | 3.º | 115 709 | 9,8 / 100,0  | 1,0 | 5 / 48    | 1       |
| 2009 | 5.º | 114 119 | 9,9 / 100,0  | 0,1 | 5 / 47    | Estável |
| 2011 | 4.º | 111 737 | 9,6 / 100,0  | 0,3 | 5 / 47    | Estável |
| 2015 | 4.º | 112 955 | 9,8 / 100,0  | 0,2 | 5 / 47    | Estável |
| 2019 | 4.º | 85 789  | 7,8 / 100,0  | 2,0 | 4 / 48    | 1       |

#### Madeira
| Data | CI. | Votos | %           | +/- | Deputados | +/-     |
| ---- | --- | ----- | ----------- | --- | --------- | ------- |
| 1975 | 4.º | 2 086 | 1,7 / 100,0 |     | 0 / 6     |         |
| 1976 | 4.º | 1 667 | 1,5 / 100,0 | 0,2 | 0 / 6     | Estável |
| 1979 | 5.º | 3 891 | 3,1 / 100,0 | 1,6 | 0 / 5     | Estável |
| 1980 | 5.º | 3 621 | 2,9 / 100,0 | 0,2 | 0 / 5     | Estável |
| 1983 | 4.º | 3 300 | 2,8 / 100,0 | 0,1 | 0 / 5     | Estável |
| 1985 | 6.º | 3 939 | 3,2 / 100,0 | 0,4 | 0 / 5     | Estável |
| 1987 | 6.º | 2 276 | 1,9 / 100,0 | 1,3 | 0 / 5     | Estável |
| 1991 | 6.º | 1 187 | 1,0 / 100,0 | 0,9 | 0 / 5     | Estável |
| 1995 | 5.º | 1 737 | 1,3 / 100,0 | 0,3 | 0 / 5     | Estável |
| 1999 | 4.º | 3 428 | 2,8 / 100,0 | 1,5 | 0 / 5     | Estável |
| 2002 | 5.º | 3 128 | 2,5 / 100,0 | 0,3 | 0 / 5     | Estável |
| 2005 | 5.º | 4 991 | 3,6 / 100,0 | 1,1 | 0 / 6     | Estável |
| 2009 | 5.º | 5 701 | 4,2 / 100,0 | 0,6 | 0 / 6     | Estável |
| 2011 | 5.º | 5 096 | 3,7 / 100,0 | 0,5 | 0 / 6     | Estável |
| 2015 | 6.º | 4 468 | 3,6 / 100,0 | 0,1 | 0 / 6     | Estável |
| 2019 | 6.º | 2 702 | 2,1 / 100,0 | 1,5 | 0 / 6     | Estável |

#### Portalegre
| Data | CI. | Votos  | %            | +/- | Deputados | +/-     |
| ---- | --- | ------ | ------------ | --- | --------- | ------- |
| 1975 | 2.º | 17 920 | 17,5 / 100,0 |     | 1 / 4     |         |
| 1976 | 2.º | 21 135 | 22,0 / 100,0 | 4,5 | 1 / 4     | Estável |
| 1979 | 3.º | 29 080 | 29,4 / 100,0 | 7,4 | 1 / 4     | Estável |
| 1980 | 3.º | 25 907 | 26,1 / 100,0 | 3,3 | 1 / 4     | Estável |
| 1983 | 2.º | 25 615 | 28,7 / 100,0 | 2,6 | 1 / 4     | Estável |
| 1985 | 1.º | 23 539 | 25,2 / 100,0 | 3,5 | 1 / 3     | Estável |
| 1987 | 3.º | 18 199 | 20,9 / 100,0 | 4,3 | 1 / 3     | Estável |
| 1991 | 3.º | 12 664 | 15,2 / 100,0 | 2,7 | 0 / 3     | 1       |
| 1995 | 3.º | 11 482 | 14,0 / 100,0 | 1,2 | 0 / 3     | Estável |
| 1999 | 3.º | 10 687 | 15,0 / 100,0 | 1,0 | 0 / 3     | Estável |
| 2002 | 3.º | 8 492  | 12,4 / 100,0 | 2,6 | 0 / 3     | Estável |
| 2005 | 3.º | 8 546  | 12,1 / 100,0 | 0,3 | 0 / 2     | Estável |
| 2009 | 3.º | 8 510  | 12,9 / 100,0 | 0,8 | 0 / 2     | Estável |
| 2011 | 3.º | 7 890  | 12,8 / 100,0 | 0,1 | 0 / 2     | Estável |
| 2015 | 3.º | 7 184  | 12,2 / 100,0 | 0,6 | 0 / 2     | Estável |
| 2019 | 3.º | 5 480  | 10,6 / 100,0 | 1,6 | 0 / 2     | Estável |

#### Porto
| Data | CI. | Votos   | %            | +/- | Deputados | +/-     |
| ---- | --- | ------- | ------------ | --- | --------- | ------- |
| 1975 | 4.º | 55 794  | 6,7 / 100,0  |     | 2 / 36    |         |
| 1976 | 4.º | 69 176  | 8,4 / 100,0  | 1,7 | 3 / 38    | 1       |
| 1979 | 3.º | 131 833 | 14,5 / 100,0 | 6,1 | 6 / 38    | 3       |
| 1980 | 3.º | 110 013 | 11,9 / 100,0 | 2,6 | 5 / 38    | 1       |
| 1983 | 3.º | 121 181 | 13,6 / 100,0 | 1,7 | 5 / 38    | Estável |
| 1985 | 4.º | 111 272 | 12,1 / 100,0 | 1,5 | 5 / 39    | Estável |
| 1987 | 3.º | 87 335  | 9,4 / 100,0  | 2,7 | 4 / 39    | 1       |
| 1991 | 3.º | 60 666  | 6,4 / 100,0  | 3,0 | 2 / 37    | 2       |
| 1995 | 4.º | 60 178  | 6,0 / 100,0  | 0,4 | 2 / 37    | Estável |
| 1999 | 4.º | 57 138  | 6,2 / 100,0  | 0,2 | 2 / 37    | Estável |
| 2002 | 4.º | 43 272  | 4,6 / 100,0  | 1,6 | 1 / 38    | 1       |
| 2005 | 5.º | 54 282  | 5,4 / 100,0  | 0,8 | 2 / 38    | 1       |
| 2009 | 5.º | 57 584  | 5,7 / 100,0  | 0,3 | 2 / 39    | Estável |
| 2011 | 4.º | 61 819  | 6,2 / 100,0  | 0,5 | 2 / 39    | Estável |
| 2015 | 4.º | 65 560  | 6,8 / 100,0  | 0,6 | 3 / 39    | 1       |
| 2019 | 4.º | 44 859  | 4,8 / 100,0  | 2,0 | 2 / 40    | 1       |

#### Santarém
| Data | CI. | Votos  | %            | +/-     | Deputados | +/-     |
| ---- | --- | ------ | ------------ | ------- | --------- | ------- |
| 1975 | 3.º | 44 515 | 15,1 / 100,0 |         | 2 / 13    |         |
| 1976 | 3.º | 43 841 | 16,1 / 100,0 | 1,0     | 2 / 13    | Estável |
| 1979 | 3.º | 62 713 | 21,7 / 100,0 | 5,6     | 3 / 12    | 1       |
| 1980 | 3.º | 55 248 | 19,0 / 100,0 | 2,7     | 2 / 12    | 1       |
| 1983 | 3.º | 54 473 | 20,0 / 100,0 | 1,0     | 3 / 12    | 1       |
| 1985 | 4.º | 45 468 | 16,4 / 100,0 | 3,6     | 2 / 12    | 1       |
| 1987 | 3.º | 33 688 | 12,6 / 100,0 | 3,8     | 1 / 12    | 1       |
| 1991 | 3.º | 25 922 | 9,8 / 100,0  | 2,8     | 1 / 10    | Estável |
| 1995 | 3.º | 25 647 | 9,5 / 100,0  | 0,3     | 1 / 10    | Estável |
| 1999 | 3.º | 24 564 | 10,1 / 100,0 | 0,6     | 1 / 10    | Estável |
| 2002 | 3.º | 20 748 | 8,6 / 100,0  | 1,5     | 1 / 10    | Estável |
| 2005 | 3.º | 21 879 | 8,6 / 100,0  | Estável | 1 / 10    | Estável |
| 2009 | 5.º | 22 848 | 9,3 / 100,0  | 0,7     | 1 / 10    | Estável |
| 2011 | 4.º | 21 416 | 9,0 / 100,0  | 0,3     | 1 / 10    | Estável |
| 2015 | 4.º | 21 941 | 9,6 / 100,0  | 0,6     | 1 / 9     | Estável |
| 2019 | 4.º | 15 662 | 7,6 / 100,0  | 2,0     | 1 / 9     | Estável |

#### Setúbal
| Data | CI. | Votos   | %            | +/- | Deputados | +/-     |
| ---- | --- | ------- | ------------ | --- | --------- | ------- |
| 1975 | 2.º | 142 559 | 37,8 / 100,0 |     | 7 / 16    |         |
| 1976 | 1.º | 159 087 | 44,6 / 100,0 | 6,6 | 9 / 17    | 2       |
| 1979 | 1.º | 189 593 | 47,0 / 100,0 | 2,4 | 9 / 17    | Estável |
| 1980 | 1.º | 179 030 | 44,0 / 100,0 | 3,0 | 9 / 17    | Estável |
| 1983 | 1.º | 183 372 | 45,8 / 100,0 | 1,8 | 8 / 17    | 1       |
| 1985 | 1.º | 160 702 | 38,2 / 100,0 | 7,3 | 7 / 17    | 1       |
| 1987 | 2.º | 129 037 | 32,7 / 100,0 | 5,5 | 7 / 17    | Estável |
| 1991 | 3.º | 100 784 | 24,9 / 100,0 | 7,8 | 5 / 16    | 2       |
| 1995 | 2.º | 102 911 | 23,8 / 100,0 | 1,1 | 4 / 17    | 1       |
| 1999 | 2.º | 96 709  | 24,8 / 100,0 | 1,0 | 5 / 17    | 1       |
| 2002 | 3.º | 80 759  | 20,5 / 100,0 | 4,3 | 4 / 17    | 1       |
| 2005 | 2.º | 85 452  | 20,0 / 100,0 | 0,5 | 3 / 17    | 1       |
| 2009 | 2.º | 84 203  | 20,1 / 100,0 | 0,1 | 4 / 17    | 1       |
| 2011 | 3.º | 82 816  | 19,7 / 100,0 | 0,4 | 4 / 17    | Estável |
| 2015 | 3.º | 79 606  | 18,8 / 100,0 | 0,9 | 4 / 18    | Estável |
| 2019 | 2.º | 62 236  | 15,8 / 100,0 | 3,0 | 3 / 18    | 1       |

#### Viana do Castelo
| Data | CI. | Votos  | %            | +/- | Deputados | +/-     |
| ---- | --- | ------ | ------------ | --- | --------- | ------- |
| 1975 | 5.º | 5 336  | 3,8 / 100,0  |     | 0 / 6     |         |
| 1976 | 4.º | 8 611  | 6,6 / 100,0  | 2,8 | 0 / 7     | Estável |
| 1979 | 3.º | 14 266 | 9,8 / 100,0  | 3,2 | 0 / 6     | Estável |
| 1980 | 3.º | 14 548 | 10,0 / 100,0 | 0,2 | 0 / 6     | Estável |
| 1983 | 4.º | 13 572 | 9,9 / 100,0  | 0,1 | 0 / 6     | Estável |
| 1985 | 5.º | 11 591 | 8,2 / 100,0  | 1,7 | 0 / 6     | Estável |
| 1987 | 4.º | 8 741  | 6,3 / 100,0  | 1,9 | 0 / 6     | Estável |
| 1991 | 4.º | 6 923  | 5,0 / 100,0  | 1,3 | 0 / 6     | Estável |
| 1995 | 4.º | 6 614  | 4,6 / 100,0  | 0,4 | 0 / 6     | Estável |
| 1999 | 4.º | 6 886  | 5,0 / 100,0  | 0,4 | 0 / 6     | Estável |
| 2002 | 4.º | 4 844  | 3,5 / 100,0  | 1,5 | 0 / 6     | Estável |
| 2005 | 5.º | 5 362  | 3,8 / 100,0  | 0,3 | 0 / 6     | Estável |
| 2009 | 5.º | 5 934  | 4,2 / 100,0  | 0,4 | 0 / 6     | Estável |
| 2011 | 4.º | 6 645  | 4,9 / 100,0  | 0,7 | 0 / 6     | Estável |
| 2015 | 4.º | 6 726  | 5,2 / 100,0  | 0,3 | 0 / 6     | Estável |
| 2019 | 5.º | 4 839  | 4,0 / 100,0  | 1,2 | 0 / 6     | Estável |

#### Vila Real
| Data | CI. | Votos | %           | +/- | Deputados | +/-     |
| ---- | --- | ----- | ----------- | --- | --------- | ------- |
| 1975 | 4.º | 4 011 | 2,9 / 100,0 |     | 0 / 6     |         |
| 1976 | 4.º | 4 086 | 3,1 / 100,0 | 0,2 | 0 / 7     | Estável |
| 1979 | 3.º | 8 920 | 6,1 / 100,0 | 3,0 | 0 / 6     | Estável |
| 1980 | 3.º | 7 374 | 5,1 / 100,0 | 1,0 | 0 / 6     | Estável |
| 1983 | 4.º | 7 089 | 5,4 / 100,0 | 0,3 | 0 / 6     | Estável |
| 1985 | 5.º | 7 804 | 5,9 / 100,0 | 0,5 | 0 / 6     | Estável |
| 1987 | 4.º | 5 559 | 4,1 / 100,0 | 1,8 | 0 / 6     | Estável |
| 1991 | 4.º | 3 377 | 2,6 / 100,0 | 1,5 | 0 / 6     | Estável |
| 1995 | 4.º | 2 567 | 1,9 / 100,0 | 0,7 | 0 / 5     | Estável |
| 1999 | 4.º | 3 004 | 2,4 / 100,0 | 0,5 | 0 / 5     | Estável |
| 2002 | 4.º | 2 516 | 2,0 / 100,0 | 0,4 | 0 / 5     | Estável |
| 2005 | 4.º | 3 275 | 2,6 / 100,0 | 0,6 | 0 / 5     | Estável |
| 2009 | 5.º | 3 621 | 2,9 / 100,0 | 0,3 | 0 / 5     | Estável |
| 2011 | 4.º | 3 662 | 3,1 / 100,0 | 0,2 | 0 / 5     | Estável |
| 2015 | 4.º | 3 250 | 3,0 / 100,0 | 0,1 | 0 / 5     | Estável |
| 2019 | 5.º | 2 519 | 2,5 / 100,0 | 0,5 | 0 / 5     | Estável |

#### Viseu
| Data | CI. | Votos  | %           | +/-     | Deputados | +/-     |
| ---- | --- | ------ | ----------- | ------- | --------- | ------- |
| 1975 | 5.º | 5 380  | 2,3 / 100,0 |         | 0 / 10    |         |
| 1976 | 4.º | 4 954  | 2,3 / 100,0 | Estável | 0 / 11    | Estável |
| 1979 | 3.º | 13 464 | 5,5 / 100,0 | 3,2     | 0 / 10    | Estável |
| 1980 | 3.º | 11 936 | 5,0 / 100,0 | 0,5     | 0 / 10    | Estável |
| 1983 | 4.º | 10 163 | 4,6 / 100,0 | 0,4     | 0 / 10    | Estável |
| 1985 | 5.º | 11 180 | 5,0 / 100,0 | 0,4     | 0 / 10    | Estável |
| 1987 | 4.º | 6 507  | 2,9 / 100,0 | 2,1     | 0 / 10    | Estável |
| 1991 | 4.º | 4 499  | 2,1 / 100,0 | 0,8     | 0 / 9     | Estável |
| 1995 | 4.º | 3 887  | 1,8 / 100,0 | 0,3     | 0 / 9     | Estável |
| 1999 | 4.º | 4 479  | 2,2 / 100,0 | 0,4     | 0 / 9     | Estável |
| 2002 | 4.º | 3 202  | 1,5 / 100,0 | 0,7     | 0 / 9     | Estável |
| 2005 | 5.º | 4 792  | 2,2 / 100,0 | 0,7     | 0 / 9     | Estável |
| 2009 | 5.º | 6 148  | 2,9 / 100,0 | 0,9     | 0 / 9     | Estável |
| 2011 | 4.º | 5 816  | 2,9 / 100,0 | Estável | 0 / 9     | Estável |
| 2015 | 4.º | 6 668  | 3,5 / 100,0 | 0,6     | 0 / 9     | Estável |
| 2019 | 5.º | 4 082  | 2,3 / 100,0 | 1,2     | 0 / 8     | Estável |

#### Europa
| Data | CI. | Votos | %            | +/- | Deputados | +/-     |
| ---- | --- | ----- | ------------ | --- | --------- | ------- |
| 1976 | 3.º | 5 212 | 10,1 / 100,0 |     | 0 / 2     |         |
| 1979 | 3.º | 5 659 | 13,4 / 100,0 | 3,3 | 0 / 2     | Estável |
| 1980 | 3.º | 6 678 | 15,2 / 100,0 | 1,8 | 0 / 2     | Estável |
| 1983 | 3.º | 6 069 | 17,1 / 100,0 | 1,9 | 0 / 2     | Estável |
| 1985 | 3.º | 4 417 | 18,8 / 100,0 | 1,7 | 0 / 2     | Estável |
| 1987 | 3.º | 3 054 | 15,9 / 100,0 | 2,9 | 0 / 2     | Estável |
| 1991 | 3.º | 2 311 | 7,8 / 100,0  | 8,2 | 0 / 2     | Estável |
| 1995 | 3.º | 1 654 | 6,4 / 100,0  | 1,4 | 0 / 2     | Estável |
| 1999 | 3.º | 1 351 | 5,3 / 100,0  | 1,1 | 0 / 2     | Estável |
| 2002 | 4.º | 1 148 | 4,8 / 100,0  | 0,5 | 0 / 2     | Estável |
| 2005 | 3.º | 973   | 4,2 / 100,0  | 0,6 | 0 / 2     | Estável |
| 2009 | 5.º | 732   | 4,4 / 100,0  | 0,2 | 0 / 2     | Estável |
| 2011 | 4.º | 803   | 4,5 / 100,0  | 0,1 | 0 / 2     | Estável |
| 2015 | 3.º | 811   | 5,9 / 100,0  | 1,4 | 0 / 2     | Estável |
| 2019 | 6.º | 2 712 | 2,5 / 100,0  | 3,4 | 0 / 2     | Estável |

#### Fora da Europa
| Data | CI.  | Votos | %           | +/-     | Deputados | +/-     |
| ---- | ---- | ----- | ----------- | ------- | --------- | ------- |
| 1976 | 5.º  | 562   | 1,4 / 100,0 |         | 0 / 2     |         |
| 1979 | 4.º  | 1 424 | 3,1 / 100,0 | 1,7     | 0 / 2     | Estável |
| 1980 | 4.º  | 1 694 | 2,6 / 100,0 | 0,5     | 0 / 2     | Estável |
| 1983 | 5.º  | 1 378 | 2,8 / 100,0 | 0,2     | 0 / 2     | Estável |
| 1985 | 6.º  | 866   | 2,6 / 100,0 | 0,2     | 0 / 2     | Estável |
| 1987 | 6.º  | 418   | 1,4 / 100,0 | 1,2     | 0 / 2     | Estável |
| 1991 | 4.º  | 308   | 1,0 / 100,0 | 0,4     | 0 / 2     | Estável |
| 1995 | 4.º  | 246   | 1,2 / 100,0 | 0,2     | 0 / 2     | Estável |
| 1999 | 4.º  | 287   | 1,7 / 100,0 | 0,5     | 0 / 2     | Estável |
| 2002 | 4.º  | 149   | 0,9 / 100,0 | 0,8     | 0 / 2     | Estável |
| 2005 | 4.º  | 137   | 1,0 / 100,0 | 0,1     | 0 / 2     | Estável |
| 2009 | 6.º  | 90    | 1,0 / 100,0 | Estável | 0 / 2     | Estável |
| 2011 | 5.º  | 127   | 0,8 / 100,0 | 0,2     | 0 / 2     | Estável |
| 2015 | 7.º  | 214   | 1,5 / 100,0 | 0,7     | 0 / 2     | Estável |
| 2019 | 10.º | 520   | 1,0 / 100,0 | 0,5     | 0 / 2     | Estável |

### Eleições regionais

#### Região Autónoma dos Açores
| Data | CI. | Votos | %           | +/- | Deputados | +/-     | Status            | Coligação |
| ---- | --- | ----- | ----------- | --- | --------- | ------- | ----------------- | --------- |
| 1976 | 4.º | 2 387 | 2,2 / 100,0 |     | 0 / 43    |         | Extra-parlamentar |           |
| 1980 | 4.º | 3 862 | 3,2 / 100,0 | 1,0 | 0 / 43    | Estável | Extra-parlamentar | APU       |
| 1984 | 4.º | 5 643 | 5,3 / 100,0 | 2,1 | 1 / 44    | 1       | Oposição          | APU       |
| 1988 | 4.º | 4 053 | 3,8 / 100,0 | 1,5 | 1 / 51    | Estável | Oposição          | CDU       |
| 1992 | 4.º | 2 626 | 2,3 / 100,0 | 1,5 | 1 / 51    | Estável | Oposição          | CDU       |
| 1996 | 4.º | 3 940 | 3,5 / 100,0 | 1,2 | 1 / 52    | Estável | Oposição          | CDU       |
| 2000 | 4.º | 4 856 | 4,8 / 100,0 | 1,3 | 2 / 52    | 1       | Oposição          | CDU       |
| 2004 | 3.º | 2 942 | 2,8 / 100,0 | 2,0 | 0 / 52    | 2       | Extra-parlamentar | CDU       |
| 2008 | 5.º | 2 829 | 3,1 / 100,0 | 0,3 | 1 / 57    | 1       | Oposição          | CDU       |
| 2012 | 5.º | 2 045 | 1,9 / 100,0 | 1,2 | 1 / 57    | Estável | Oposição          | CDU       |
| 2016 | 5.º | 2 431 | 2,6 / 100,0 | 0,9 | 1 / 57    | Estável | Oposição          | CDU       |
| 2020 | 9.º | 1 745 | 1,7 / 100,0 | 0,9 | 0 / 57    | Estável | Extra-parlamentar | CDU       |
| 2024 | 7.º | 1 823 | 1,6 / 100,0 | 0,1 | 0 / 57    | Estável | Extra-parlamentar | CDU       |

#### Região Autónoma da Madeira
| Data | CI. | Votos | %           | +/- | Deputados | +/-     | Status            | Coligação |
| ---- | --- | ----- | ----------- | --- | --------- | ------- | ----------------- | --------- |
| 1976 | 5.º | 1 959 | 1,8 / 100,0 |     | 0 / 41    |         | Extra-parlamentar |           |
| 1980 | 5.º | 3 877 | 3,1 / 100,0 | 1,3 | 1 / 44    | 1       | Oposição          | APU       |
| 1984 | 5.º | 3 310 | 2,7 / 100,0 | 0,4 | 1 / 50    | Estável | Oposição          | APU       |
| 1988 | 5.º | 2 549 | 2,0 / 100,0 | 0,7 | 0 / 53    | 1       | Extra-parlamentar | CDU       |
| 1992 | 5.º | 3 868 | 3,0 / 100,0 | 1,0 | 1 / 57    | 1       | Oposição          | CDU       |
| 1996 | 4.º | 5 495 | 4,0 / 100,0 | 1,0 | 2 / 59    | 1       | Oposição          | CDU       |
| 2000 | 5.º | 6 015 | 4,6 / 100,0 | 0,6 | 2 / 61    | Estável | Oposição          | CDU       |
| 2004 | 4.º | 7 590 | 5,5 / 100,0 | 0,9 | 2 / 68    | Estável | Oposição          | CDU       |
| 2007 | 3.º | 7 650 | 5,4 / 100,0 | 0,1 | 2 / 47    | Estável | Oposição          | CDU       |
| 2011 | 5.º | 5 546 | 3,8 / 100,0 | 1,6 | 1 / 47    | 1       | Oposição          | CDU       |
| 2015 | 5.º | 7 082 | 5,5 / 100,0 | 1,7 | 2 / 47    | 1       | Oposição          | CDU       |
| 2019 | 5.º | 2 577 | 1,8 / 100,0 | 3,7 | 1 / 47    | 1       | Oposição          | CDU       |
| 2023 | 5.º | 3 677 | 2,7 / 100,0 | 0,9 | 1 / 47    | Estável | Oposição          | CDU       |

(fonte: Comissão Nacional de Eleições)